# 신히타이트

루위아인 및 아람인 국가 (기원전 800년경)

신(新)히타이트(Neo-Hittite), (오래된 문헌에서는) 시리아-히타이트(Syro-Hittite), 또는 (현대 학술 문헌에서는) 루위아-아람(Luwian-Aramean)으로 불리는 국가들은 철기 시대에 현대 튀르키예 남동부와 현대 시리아 북서부에 위치했던 루위아인과 아람인의 지역 정치체였다. 이 지역은 고대에 하티와 아람의 땅으로 알려져 있었다. 이 국가들은 기원전 12세기에 히타이트 신왕국의 붕괴 이후에 등장하여 기원전 8세기에 아시리아 제국에 복속될 때까지 존속했다. 학자들은 북부(루위아인)와 남부(아람인) 사회 간에 유사하고 상호 공유되는 여러 문화적 기준에 따라 이들을 함께 분류한다. 이들 사회 간의 문화 교류는 특정 지역 현상으로 간주되는데, 특히 두 주요 지역 언어 간의 상당한 언어적 차이를 고려할 때 그러하다. 루위아어는 인도유럽어족의 아나톨리아어파에 속하며, 아람어는 셈어파의 북서셈어군에 속한다. 루위아 및 아람 국가들의 지역적 분류와 관련된 몇 가지 질문들은 학자들마다 다르게 해석되며, 그러한 분류 자체에 비판적인 견해도 있다.

## 명칭

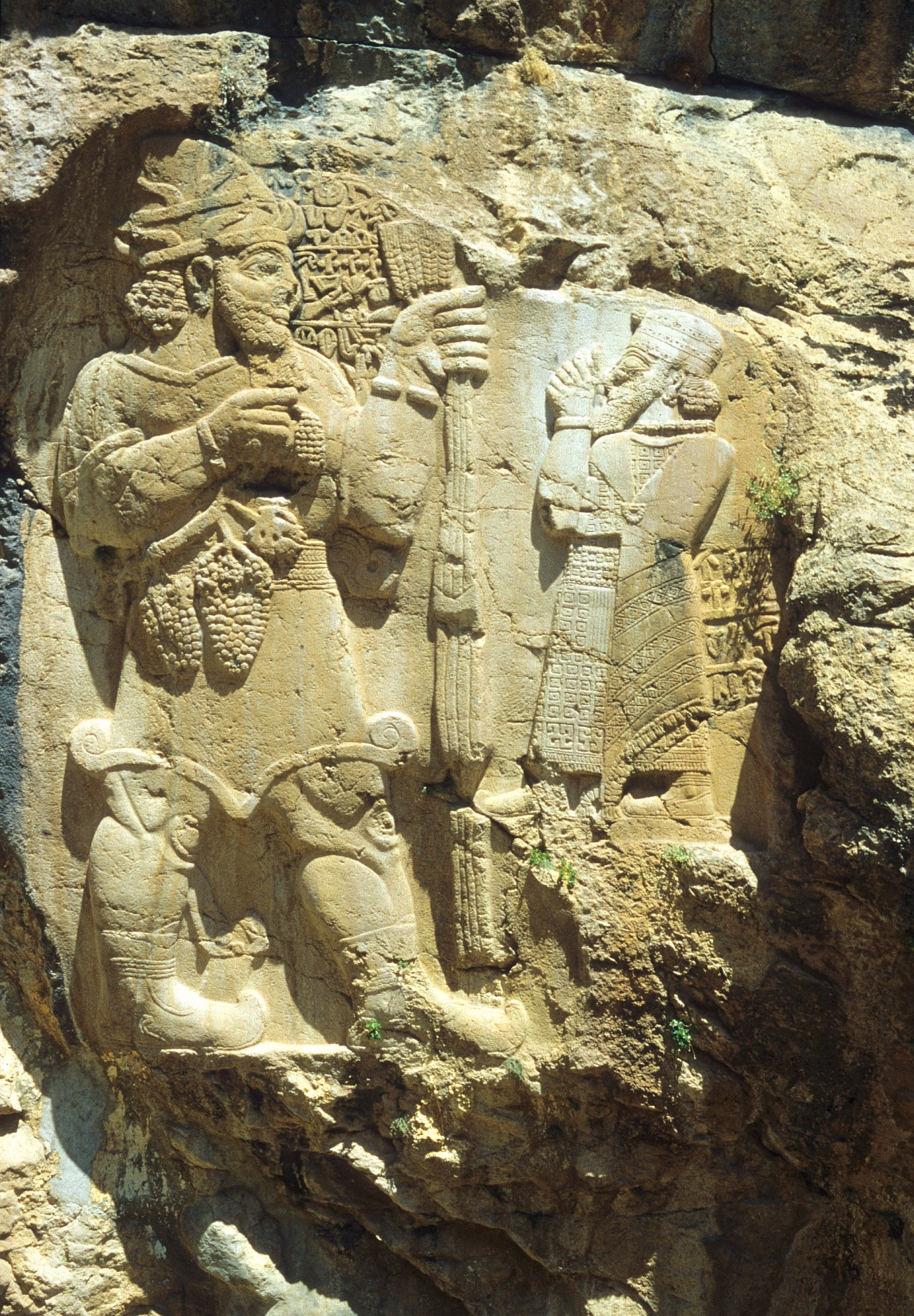
이프리즈 부조: 신 테슙 (왼쪽)과 왕 와르팔라와스 (기원전 730-710년경) (오른쪽)

이 국가 집단에 대한 적절한 용어 선택은 이 분야에서 가장 논쟁적인 문제 중 하나이다. 이 문제에 대해 학자들은 여러 범주로 나뉜다. 일부는 루위아인과 아람인의 내부 이름에서 파생된 용어를 선호하여 루위아-아람 또는 아람-루위아와 같은 용어를 사용한다. 다른 이들은 다양한 외부 이름에서 파생된 용어 사용을 선호하여, 그리스어 용어 아나톨리아를 기반으로 시리아 명칭을 시대착오적으로 적용하여 시리아-아나톨리아 또는 쉬로-아나톨리아와 같은 명칭을 제안한다. 이는 고대 그리스인들이 아람인과 그들의 땅(아람)을 지칭하기 위해 훨씬 나중에 도입한 의미이다. 일부 서구 학자들이 주장하는 이러한 외부 용어 선호는 문화적 편견으로 간주되어 원주민(내부) 용어에 대한 무감각한 태도로 여겨진다. 일부 학자들은 여전히 시리아-히타이트 및 신히타이트와 같은 오래된 용어를 사용하지만, 이 용어들은 학술 문헌에서 몇 가지 추가적인 의미를 갖는다. 보다 정확한 용어인 '후(後)히타이트'(post-Hittite)는 기원전 12세기부터 6세기까지의 아나톨리아 역사 전체 기간을 포괄하는 광범위한 명칭으로도 사용된다.
현대 학술 문헌에서 시리아 명칭을 시대착오적으로 사용하는 것은 최근 기원전 8세기 루위아어와 페니키아어로 쓰인 치네쾨이 비문의 발견 이후 더욱 도전받게 되었다. 이 비문에는 인접한 아시리아에 대한 언급이 특정 형태로 새겨져 있는데, 이는 시리아로 표기되어 시리아라는 용어의 기원과 주요 의미에 대한 지배적인 학설, 즉 아시리아라는 용어의 탈락형으로 시작되었고 고대 그리스인들에 의해 훨씬 나중에 재정의되어 시리아라는 용어가 서부 지역(고대 아람)에 대한 특정 지칭으로 사용되기 시작했다는 학설에 대한 추가적(동시에 가장 오래된) 증거를 제공한다. 고대 루위아인들에게 시리아는 아시리아 자체를 지칭하는 것이었으므로, 나중에 그리스인들이 시리아라는 용어를 사용한 방식은 그 원래 의미와 매우 다르며, 철기 시대 루위아 및 아람 국가들과 관련된 역사적 현실에 대한 현대 과학적 설명에서 사용될 경우 시대착오적임을 보여준다.

## 청동기 시대 말기-철기 시대 초기 전환기

기원전 14세기와 13세기 히타이트 신왕국과 그 영향권 (정치 및 문화)

히타이트 신왕국의 붕괴는 일반적으로 동지중해 무역망의 점진적인 쇠퇴와 그로 인한 레반트, 아나톨리아, 에게해의 주요 청동기 시대 후기 도시들의 붕괴와 관련이 있다. 기원전 12세기 초, 윌루사 (트로이)는 파괴되었고 히타이트 신왕국은 흑해 연안을 점령하고 미시아인들과 연합한 카스카족의 갑작스럽고 파괴적인 공격을 받았다. 이들은 거의 모든 히타이트 유적지를 파괴했지만, 결국 티그리스강 남쪽 국경 너머에서 아시리아인들에게 패배했다. 하투샤, 아르자와 (리디아), 알라시야 (키프로스), 우가리트, 알랄라흐가 파괴되었다.
히타이트의 수도인 하투샤는 완전히 파괴되었다. 이러한 대도시와 히타이트 국가의 붕괴 이후, 북부 메소포타미아의 초기 철기 시대에는 대규모의 작은 마을, 마을, 농가가 나타나면서 정착지의 분산과 농촌화가 일어났다. 시리아-히타이트 국가들은 이러한 주요 지형 변화 과정에서 새로운 정치 구조와 문화적 소속을 가진 지역 국가 형태로 등장했다. 데이비드 호킨스는 히타이트 제국 왕조와 초기 철기 시대 멜리드와 카르케미시의 "대왕" 및 "영주" 간의 왕조적 연결을 추적하여 이들 유적지에서 청동기 시대 후기와 초기 철기 시대 간의 단절 없는 연속성을 입증했다.
비문에서 얻은 문헌적 증거 외에도, 청동기 시대 후기와 초기 철기 시대 사이의 전환기 동안 이 지역에서 포스트히타이트 국가들의 중단 없는 문화적 연속성은 최근 알레포 성채의 폭풍의 신 신전과 아인 다라 신전에서의 고고학적 작업을 통해 더욱 확인되고 있다. 이들 지역에서는 청동기 시대 후기 신전 건물이 중단 없이 철기 시대로 이어졌으며, 초기 철기 시대에 반복적으로 건축 기간이 있었다.

## 시리아-히타이트 국가 목록

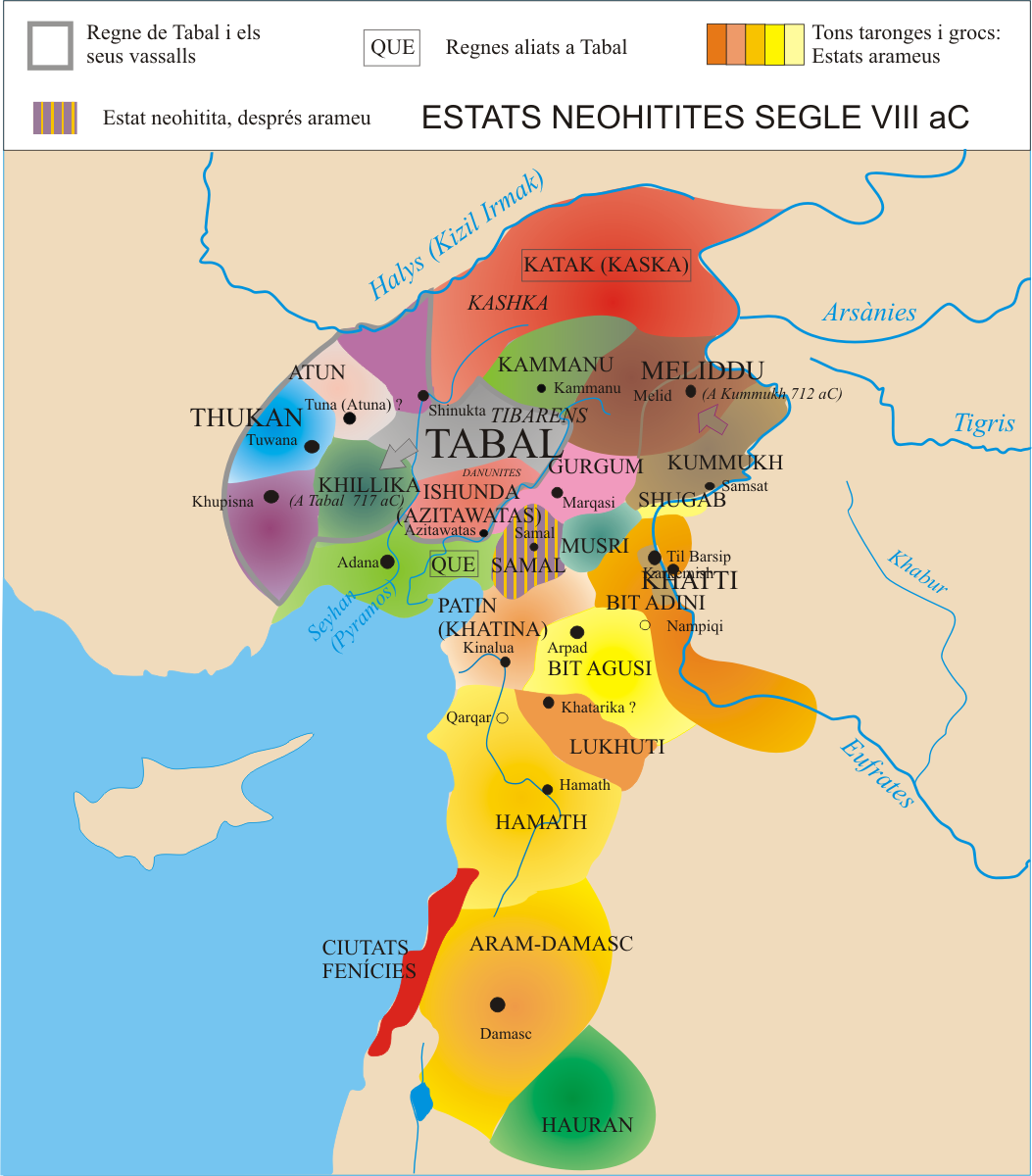
기원전 8세기 루위아인 및 아람인 국가 (주황색 음영)

시리아-히타이트 국가들은 히타이트 통치자들이 권력을 유지한 북부 그룹과 아람인들이 기원전 1000년경부터 통치하게 된 남부 그룹으로 나뉜다. 이 국가들은 매우 분산된 구조를 가지고 있었으며, 일부는 단지 느슨한 하위 왕국 연합체였던 것으로 보인다.
북부 그룹은 다음과 같다:
- 타발. 티아니티스(Tyanitis)라고 불리는 도시 국가 그룹(투와나, 툰나, 후비스나, 신욱투, 이쉬툰다)가 여기 속한 것으로 추정된다.
- 캄마누 (포함: 멜리드)
- 힐라쿠
- 쿠웨 (현대 카라테페에 요새가 있었다)
- 구르굼
- 쿰무흐
- 카르케미시

남부 그룹은 다음과 같다:
- 팔리스틴 (수도는 아마도 텔 타이낫이었을 것이다)[26][27]
- 비트 갑바리 (포함: 사말)
- 비트-아디니 (포함: 틸 바르시프 도시)
- 비트 바히아니 (포함: 구자나)
- 파틴 (또는 파티나, 운퀴) (포함: 키날루아 도시, 아마도 현대 텔 타이낫[28])
- 아인 다라 신전, 종교 중심지
- 비트 아구시 (포함: 아르파드, 남피기, 그리고 (나중에) 알레포 도시)
- 하타리카-루후티 (수도는 하타리카에 있었다)
- 하마

## 비문
루위아어로 된 기념비적인 비문은 기원전 13세기 히타이트 제국 기념물에서부터 카르케미시, 멜리드, 알레포 등지의 초기 철기 시대 시리아-히타이트 비문에 이르기까지 거의 중단 없이 이어져 왔다. 루위아 상형문자는 많은 시리아-히타이트 지역 왕국들이 기념비적인 비문에 사용했으며, 종종 아람어, 페니키아어, 또는 아카드어 버전과 함께 이중 또는 삼중 언어 비문으로 나타났다. 북부 메소포타미아의 초기 철기 시대에는 아람어와 페니키아 문자의 알파벳 문자가 점진적으로 확산되었다. 기원전 10세기부터 8세기까지 시리아-팔레스타인의 레반트 해안과 북시리아의 문화적 상호작용 동안, 그리스인들과 프리기아인들은 페니키아인들로부터 알파벳 문자를 채택했다.

## 참고 문헌
- Amadasi-Guzzo, Maria Giulia (2019). 〈What Do We Know about the Borders and Exchanges between Aram and Phoenicia in the 9th–8th Centuries B.C.E. in Anatolia and Syria?〉. 《Aramaean Borders: Defining Aramaean Territories in the 10th–8th Centuries B.C.E.》. Leiden-Boston: Brill. 149–171쪽. ISBN 9789004398535.
- Bagg, Ariel M. (2019). 〈At the Limits of Historical Geography: Reconstructing Aramaean Territories in the West According to the Neo-Assyrian Written Sources〉. 《Aramaean Borders: Defining Aramaean Territories in the 10th–8th Centuries B.C.E.》. Leiden-Boston: Brill. 1–25쪽. ISBN 9789004398535.
- Bryce, Trevor R. (2012). 《The World of The Neo-Hittite Kingdoms: A Political and Military History》. New York: Oxford University Press. ISBN 9780191505027.
- Dušek, Jan (2019). 〈The Kingdom of Arpad/Bīt-Agūsi: Its Capital, and Its Borders〉. 《Aramaean Borders: Defining Aramaean Territories in the 10th–8th Centuries B.C.E.》. Leiden-Boston: Brill. 172–202쪽. ISBN 9789004398535.
- Edmonds, Alexander J. (2019). 〈A People without Borders? Tracing the Shifting Identities and Territorialities of the Ahlameans〉. 《Aramaean Borders: Defining Aramaean Territories in the 10th–8th Centuries B.C.E.》. Leiden-Boston: Brill. 26–62쪽. ISBN 9789004398535.
- Gilibert, Alessandra (2011). 《Syro-Hittite Monumental Art and the Archaeology of Performance: The Stone Reliefs at Carchemish and Zincirli in the Earlier First Millennium BCE》. Berlin-New York: Walter de Gruyter. ISBN 9783110222258.
- Gurney, Oliver R. (1954) [1952]. 《The Hittites》 2 revis판. Harmondsworth: Penguin Books.
- Gzella, Holger (2015). 《A Cultural History of Aramaic: From the Beginnings to the Advent of Islam》. Leiden-Boston: Brill. ISBN 9789004285101.
- Greenfield, Jonas C. (1998). 〈Arameans and Aramaic in Anatolia〉. 《XXXIVème Rencontre assyriologique internationale》. Ankara: Türk Tarih Kurumu Basımevi. 199–207쪽.
- Hawkins, John David (1982). 〈The Neo-Hittite States in Syria and Anatolia〉. 《The Cambridge Ancient History》 3. Cambridge: Cambridge University Press. 372–441쪽. ISBN 9780521224963.
- Hawkins, John David (1986). 《Writing in Anatolia: Imported and Indigenous Systems》. 《World Archaeology》 17. 363–376쪽. doi:10.1080/00438243.1986.9979976. JSTOR 124701.
- Hawkins, John David (1994). 〈The end of the Bronze age in Anatolia: New Light from Recent Discoveries〉. 《Anatolian Iron Ages》 3. London-Ankara: British Institute of Archeology at Ankara. 91–94쪽. ISBN 9781912090693.
- Hawkins, John David (1995a). 〈Karkamish and Karatepe: Neo-Hittite City-States in North Syria〉. 《Civilizations of the Ancient Near East》 2. New York: Simon & Schuster Macmillan. 1295–1307쪽. ISBN 9780684197210.
- Hawkins, John David (1995b). 〈Great Kings and Country Lords at Malatya and Karkamiš〉. 《Studio Historiae Ardens: Ancient Near Eastern Studies》. Istanbul: Nederlands Historisch-Archaeologisch Instituut te Istanbul. 75–86쪽. ISBN 9789062580750.
- Hawkins, John David (1995c). 〈The Political Geography of North Syria and South-East Anatolia in the Neo-Assyrian Period〉. 《Neo-Assyrian Geography》. Roma: Università di Roma. 87–101쪽.
- Lipiński, Edward (2000). 《The Aramaeans: Their Ancient History, Culture, Religion》. Leuven: Peeters Publishers. ISBN 9789042908598.
- Lipiński, Edward (2013). 〈The Aramaeans in the West (13th–8th centuries)〉. 《Arameans, Chaldeans, and Arabs in Babylonia and Palestine in the First Millennium B.C.》. Wiesbaden: Harrassowitz Verlag. 123–147쪽. ISBN 9783447065443.
- Messo, Johny (2011). 《The Origin of the Terms Syria(n) and Suryoyo: Once Again》. 《Parole de l'Orient》 36. 111–125쪽.
- Osborne, James F. (2012). 《Communicating Power in the Bīt-Ḫilāni Palace》. 《Bulletin of the American Schools of Oriental Research》 368. 29–66쪽. doi:10.5615/bullamerschoorie.368.0029. S2CID 156406413.
- Osborne, James F. (2014). 《Settlement Planning and Urban Symbology in Syro-Anatolian Cities》. 《Cambridge Archaeological Journal》 24. 195–214쪽. doi:10.1017/S0959774314000444.
- Osborne, James F. (2017). 《Exploring the Lower Settlements of Iron Age Capitals in Anatolia and Syria》. 《Antiquity》 91. 90–107쪽. doi:10.15184/aqy.2016.254. S2CID 164449885.
- Osborne, James F. (2020). 《The Syro-Anatolian City-States: An Iron Age Culture》. New York: Oxford University Press. ISBN 9780199315833.
- Richelle, Matthieu (2019). 〈The Fluctuating Borders of Hamath (10th–8th Centuries B.C.E.)〉. 《Aramaean Borders: Defining Aramaean Territories in the 10th–8th Centuries B.C.E.》. Leiden-Boston: Brill. 203–228쪽. ISBN 9789004398535.
- Rollinger, Robert (2006a). 《Assyrios, Syrios, Syros und Leukosyros》. 《Die Welt des Orients》 36. 72–82쪽. JSTOR 25684050.
- Rollinger, Robert (2006b). 《The Terms Assyria and Syria Again》 (PDF). 《Journal of Near Eastern Studies》 65. 283–287쪽. doi:10.1086/511103. S2CID 162760021.
- Sader, Hélène (2000). 〈The Aramaean Kingdoms of Syria: Origin and Formation Processes〉. 《Essays on Syria in the Iron Age》. Louvain: Peeters Press. 61–76쪽. ISBN 9789042908789.
- Sader, Hélène (2010). 〈The Aramaeans of Syria: Some Considerations on their Origin and Material Culture〉. 《The Books of Kings: Sources, Composition, Historiography and Reception》. Leiden-Boston: Brill. 273–300쪽. ISBN 978-9004177291.
- Sader, Hélène (2014). 〈History〉. 《The Aramaeans in Ancient Syria》. Leiden: Brill. 11–36쪽. ISBN 9789004229433.
- Sader, Hélène (2016). 〈The Formation and Decline of the Aramaean States in Iron Age Syria〉. 《State Formation and State Decline in the Near and Middle East》. Wiesbaden: Harrassowitz Verlag. 61–76쪽. ISBN 9783447105651.
- Simon, Zsolt (2019). 〈Aramaean Borders: the Hieroglyphic Luwian Evidence〉. 《Aramaean Borders: Defining Aramaean Territories in the 10th–8th Centuries B.C.E.》. Leiden-Boston: Brill. 125–148쪽. ISBN 9789004398535.
- Younger, Kenneth Lawson (2016). 《A Political History of the Arameans: From Their Origins to the End of Their Polities》. Atlanta: SBL Press. ISBN 9781628370843.